# Álútur
Álútur è un vulcano situato nella regione del Suðurland, nella parte sud-occidentale dell'Islanda.

## Descrizione
Il vulcano Álútur è situato circa 6 km a nord del comune di Hveragerði, all'estremità orientale della penisola di Reykjianes, a sud-est del sistema vulcanico Hengill e a sud del sistema vulcanico Hrómundartindur.

## Sistema vulcanico Grensdalur
Álútur fa parte del sistema vulcanico Grensdalur, di cui rappresenta il punto più alto con i suoi 481 metri di altezza. Sulle sue pendici ci sono diverse fumarole ben visibili anche dalla strada statale Hringvegur, sul pendio chiamato Kambabrún. La valle di Grensdalur, conosciuta anche Grænadalur o Grænsdalur, con la sua zona ad alta temperatura si trova a circa 2 km ad ovest del vulcano.

## Escursionismo
L'Álútur è anche una popolare meta escursionistica.
 
Per raggiungerlo si può partire dalla piscina termale Sundlaug a Hveragerði e seguire la valle del fiume Varmá in direzione nord. Arrivati all'Istituto superiore di Agricoltura (Garðýrkjustöð), si trova un'altra zona ad alta temperatura posta sulle pendici del Reykjafjall, che appartiene allo stesso sistema vulcanico dell'area ad alta temperatura vicino alla chiesa di Hveragerði. Quindi si attraversa il campo da golf e si risale la valle del fiume Sauðá.
Si può raggiungere l'Álútur anche seguendo un sentiero escursionistico più lungo che parte dal lago Úlfljótsvatn, a Hveragerði.